# آدا ليمون
آدا ليمون (بالإنجليزية: Ada Limón)‏ (28 مارس 1976)؛ كاتِبة وشاعرة أمريكية.